# Gustav Kilian
Pour les articles homonymes, voir Kilian.
Gustav Kilian (né le 3 novembre 1907 à Luxembourg et mort le 19 octobre 2000 à Dortmund) est un coureur cycliste allemand. Professionnel de 1933 à 1952, il a remporté 34 courses de six jours, dont 29 avec pour coéquipier Heinz Vopel. La plupart de ces succès ont été acquis aux États-Unis ou au Canada.

## Palmarès
- 1934 : Cleveland (deux éditions avec Werner Miethe et Heinz Vopel)
- 1935 : Chicago, New York, Pittsburgh (avec Heinz Vopel), Montréal (deux éditions avec Heinz Vopel)
- 1936 : Milwaukee, New York, Chicago, Montréal, Londres (avec Heinz Vopel)
- 1937 : Cleveland, Milwaukee, Saint-Louis, Indianapolis, New York, Montréal, Chicago, Buffalo (avec Heinz Vopel)
- 1938 : Cleveland, Chicago, New York, Chicago (avec Heinz Vopel), Buffalo (avec Robert Thomas)
- 1939 : Milwaukee, San Francisco (avec Heinz Vopel), Buffalo (avec Cecil Yates), Chicago (avec Robert Thomas)
- 1940 : Columbus (avec Henry O'Brien), Cleveland (avec Heinz Vopel)
- 1941 : Buffalo (avec Heinz Vopel)
- 1950 : Hanovre (avec Heinz Vopel), Hanovre (avec Armin von Büren, Hugo Koblet et Heinz Vopel), Münster (avec Jean Roth)
- 1951 : Berlin (avec Heinz Vopel)